# Хенель, Ули
Ульрих Хорст (Ули) Хенель (нем. Horst Ulrich (Uli) Hänel, 6 марта 1957, Плау-ам-Зе, ФРГ) — немецкий хоккеист (хоккей на траве), полевой игрок. Двукратный серебряный призёр летних Олимпийских игр 1984 и 1988 годов, чемпион Европы 1978 года.

## Биография
Ули Хенель родился 6 марта 1957 года в немецком городе Плау-ам-Зе.
Начал играть в хоккей на траве в Марле. В 1969 году перебрался в «Рот-Вайсс» из Кёльна. В его составе в 1978 и 1986 годах выиграл чемпионат ФРГ по индорхоккею.
В 1984 году вошёл в состав сборной ФРГ по хоккею на траве на Олимпийских играх в Лос-Анджелесе и завоевал серебряную медаль. Играл в поле, провёл 7 матчей, мячей не забивал.
В 1988 году вошёл в состав сборной ФРГ по хоккею на траве на Олимпийских играх в Сеуле и завоевал серебряную медаль. Играл в поле, провёл 6 матчей, мячей не забивал.
В 1982 году завоевал серебряную медаль на чемпионате мира в Бомбее, в 1986 году — бронзовую медаль на чемпионате мира в Лондоне.
В 1978 году выиграл золото чемпионата Европы, в 1983 и 1987 годах — бронзу.
В 1980 году стал чемпионом Европы по индорхоккею.
В 1978—1989 годах провёл за сборную ФРГ 154 матча, в том числе 148 на открытых полях, 6 в помещении.